# Naval War College
Naval War College (w skrócie NWC lub NAVWARCOL) – amerykańska wojskowa instytucja naukowo-badawcza, należąca do United States Navy, zajmująca się rozwojem teorii wojny morskiej. Założona w 1884 roku, jest najstarszą w Stanach Zjednoczonych placówką kształcącą wyższych oficerów sił zbrojnych.
Naval War College został założony na mocy rozkazu nr 325 z 6 października 1884 roku w budynku przekazanym przez komodora Stephena B. Luce’a (obecnie muzeum uczelni), który został pierwszym komendantem szkoły. Obecnie jest to teren bazy morskiej Newport, w Newport, w stanie Rhode Island.
Jednym z pierwszych absolwentów, wykładowcą i drugim komendantem Naval War College (w latach 1886−1893) był Alfred Thayer Mahan, teoretyk strategii wojennomorskiej. W 1890 roku opublikował swe najważniejsze dzieło, Wpływ potęgi morskiej na historię 1660–1783, książkę, która wywarła poważny wpływ na rozwój największych flot świata. Reputację uczelni w początkach jej istnienia budowali również inni teoretycy wojskowości, jak komandor William McCarty Little, który wprowadził gry wojenne jako element wyszkolenia oficerów US Navy, czy admirał Charles H. Stockton, specjalista od prawa międzynarodowego. Od czasów wojny koreańskiej każdy komendant Naval War College jest oficerem marynarki w stopniu admiralskim.
Jedyne przerwy w działalności naukowej Naval War College miały miejsce podczas wojny amerykańsko-hiszpańskiej w 1898 roku i I wojny światowej. Uczelnia kształci również oficerów innych rodzajów amerykańskich sił zbrojnych oraz z zagranicy, zaś od 1972 roku jest dostępna również dla osób cywilnych. Wśród jej absolwentów są między innymi trzej admirałowie floty z okresu II wojny światowej: Ernest King, Chester W. Nimitz i William Halsey.